# Onthophagus quadrinodus
Onthophagus quadrinodus är en skalbaggsart som beskrevs av Edmund Reitter 1896. Onthophagus quadrinodus ingår i släktet Onthophagus och familjen bladhorningar. Inga underarter finns listade i Catalogue of Life.